# Catena Tre Vescovi - Mars
La Catena Tre Vescovi-Mars è un massiccio montuoso situato lungo la linea di confine tra il Piemonte e la Valle d'Aosta. Appartiene alle Alpi Biellesi nelle Alpi Pennine.

## Caratteristiche
Il gruppo si trova tra la piemontese Valle del Cervo e la valdostana Valle del Lys, ma interessa anche marginalmente il Canavese e la Valsesia. È delimitato a nord dal Colle del Loo (2.452 m), che lo separa dai Contrafforti valsesiani del Monte Rosa, mentre ad est la Bocchetta del Croso fa da confine con il secondo gruppo delle Alpi Biellesi, la Catena Monte Bo-Barone. Gli altri confini del gruppo sono ad ovest la linea definita dal Torrente Lys e dalla Dora Baltea, a sud la pianura padana e ad est il Torrente Chiobbia e il Cervo.
Orograficamente fa parte del gruppo anche la porzione orientale dell'Anfiteatro morenico di Ivrea (e, in particolare, la Serra di Ivrea).

## Classificazione
La SOIUSA definisce la Catena Tre Vescovi-Mars come un gruppo alpino e vi attribuisce la seguente classificazione:
- Grande parte = Alpi Occidentali
- Grande settore = Alpi Nord-occidentali
- Sezione = Alpi Pennine
- Sottosezione = Alpi Biellesi e Cusiane
- Supergruppo = Alpi Biellesi
- Gruppo = Catena Tre Vescovi-Mars
- Codice = I/B-9.IV-A

Il gruppo non è ulteriormente suddiviso in sottogruppi

## Montagne principali

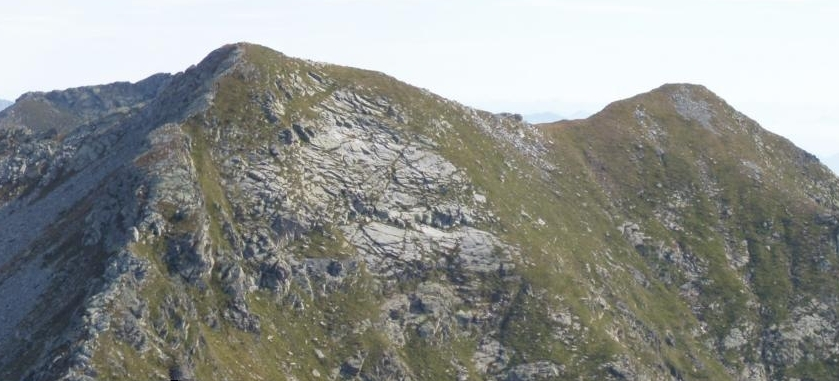
La Punta Tre Vescovi, all'estremo nord della catena

Le montagne principali del gruppo sono:
- Monte Mars - 2.600 m
- Mont de Pianeritz - 2.584 m [1]
- Punta Lazoney - 2.579 m[1]
- Monte Cresto - 2.548 m
- Cima Tre Vescovi - 2.501 m
- Monte Pietra Bianca - 2.490 m
- Monte I Gemelli - 2.476 m
- Cima di Marmontana - 2.403 m
- Punta della Gragliasca - 2.397 m
- Monte Camino - 2.391 m
- Punta della Vecchia - 2.387 m
- Punta della Barma - 2.379 m
- Monte Rosso - 2.374 m
- Punta Serange 2.337 m
- Punta Gran Gabe 2.328 m
- Monte Bechit 2.320 m
- Monte Tovo - 2.230 m
- Monte Mucrone - 2.335 m
- Colma di Mombarone - 2.371 m
- Truc del Buscajon - 2.210 m
- Bec di Nona - 2.085 m
- Punta Leretta - 2.051 m
- Monte Mazzaro - 1.739 m
- Bric Burcina - 829 m
- Punta Montesino - 521 m

## Rifugi alpini

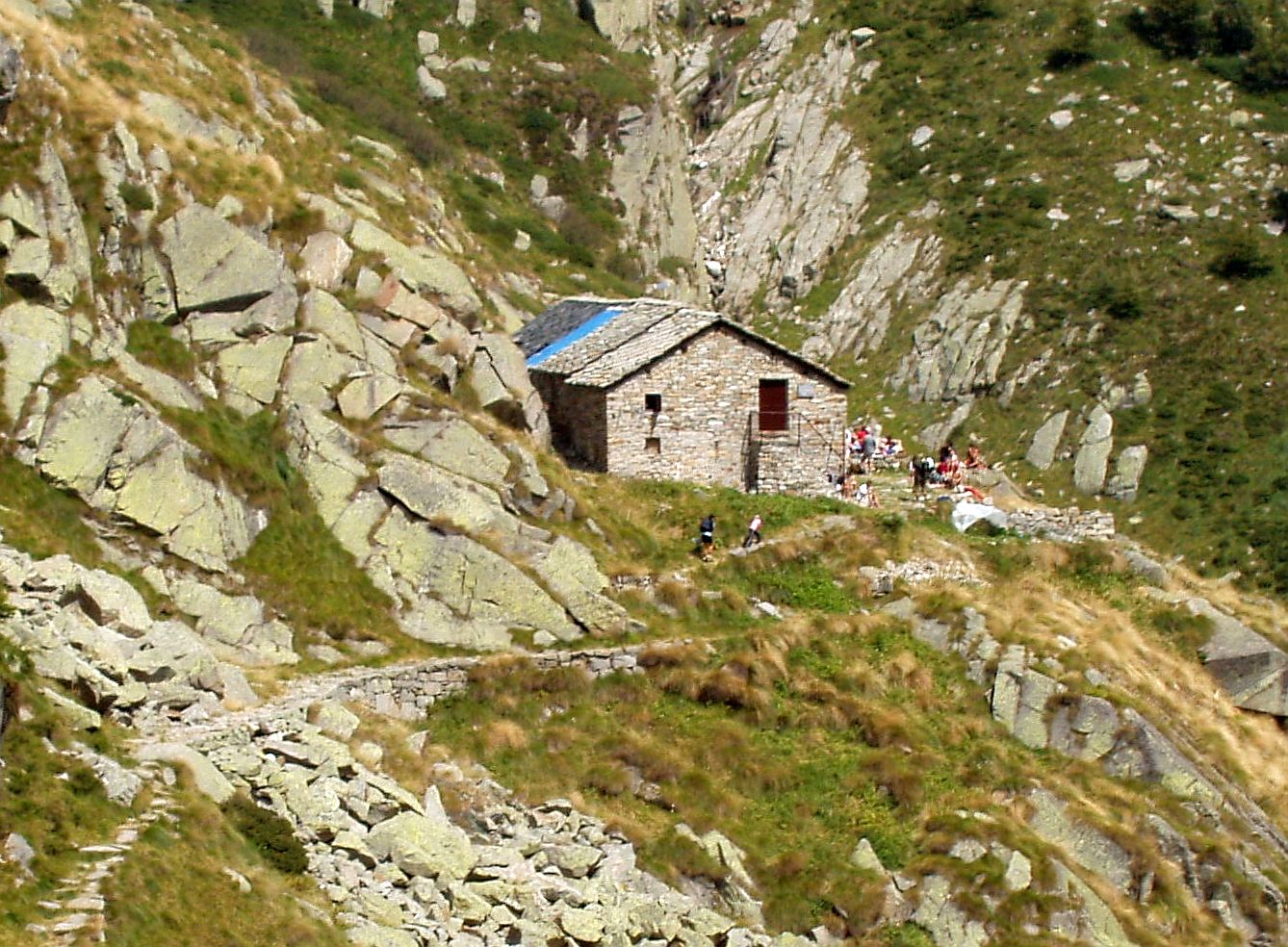
Rifugio della Vecchia, presso l'omonimo lago

Per favorire l'escursionismo e la salita alle vette il gruppo è dotato dei seguenti rifugi alpini (da nord a sud):
- Rifugio Rivetti - 2.150 m
- Rifugio della Vecchia -1.872 m
- Capanna Renata - 2.391 m
- Rifugio Coda - 2.280 m
- Rifugio Mombarone - 2.312 m
- Rifugio Barma - 2.062 m

## Sport invernali
Nella parte centro-orientale del gruppo alpino si trova la stazione sciistica biellese di Oropa.

## Protezione della natura
Sul versante Valdaostano del gruppo si trova il Riserva naturale Mont Mars, che culmina con l'omonima montagna.
Sul versante piemontese esistono invece la Riserva naturale speciale del Parco Burcina - Felice Piacenza e quella del Sacro Monte di Oropa.

### Cartografia
- Cartografia ufficiale italiana dell'Istituto Geografico Militare (IGM) in scala 1:25.000 e 1:100.000, consultabile on line
- Istituto Geografico Centrale - Carta dei sentieri e dei rifugi scala 1:50.000 n. 9 Ivrea Biella Bassa Valle d'Aosta
- Carta dei sentieri della Provincia di Biella 1:25.00, Provincia di Biella, 2004